# 제마부대
대한민국 제320의료지원단(大韓民國 第320醫療支援團, 상징명칭 : 제마부대(濟馬 部隊))은 2003년 이라크 전쟁으로 상처받은 이라크 국민에게 의료지원 위해 파병된 대한민국 국군 부대이다. 2003년 4월에 처음으로 파병되어 이라크 남부 나시리아에서 전쟁으로 생긴 부상자들을 치료하기 위해 외료지원 활동을 펼쳤다.
'제마부대'는 조선후기에 소외계층 치료에 헌신했던 한의학자 이제마 선생의 정신을 이어받아 전쟁으로 상처받은 이라크 국민을 치료하겠다는 뜻으로 붙였다.

## 역사

### 파병 계기
2003년 3월, 미국이 9.11 테러로 미국을 공격한 테러와의 전쟁을 선포하고 테러단과 손을 잡은 이라크에 공격을 개시했다. 미국은 대한민국에 지원을 요청했고 대한민국 정부는 2003년 4월 2일에 이라크전쟁 파견 동의안을 통과시켰다. 그리고 30일, 정부는 575명 규모의 이라크 건설 및 복구지원 목적으로 편성된 서희부대 그리고 의료지원 목적으로 편성된 100명 규모의 제마부대를 동시에 이라크로 파견하였다.

### 활동
제마부대는 미국 및 연합군에 대한 진료와 이라크 전쟁으로 상처를 받은 이라크 국민들에게 의료지원 활동을 펼쳤다.

### 자이툰으로 흡수
2004년 4월, 대한민국 정부는 민사와 재건을 목적으로 자이툰 부대를 추가로 파병하게 된다. 그리하여 3진 부대원은 자이툰 부대의 주둔지가 있는 아르빌로 이동시켜 서희 부대와 같이 자이툰 부대로 2008년 12월에 병합되었다.

## 같이 보기
- 대한민국의 평화유지활동
- 이라크 전쟁
- 다이만부대
- 다산부대
- 동의부대
- 자이툰부대
- 서희부대